# Coptocercus australis
Coptocercus australis är en skalbaggsart som beskrevs av Wang 1995. Coptocercus australis ingår i släktet Coptocercus och familjen långhorningar. Inga underarter finns listade i Catalogue of Life.